# (5780) Lafontaine
(5780) Lafontaine ist ein Asteroid des äußeren Hauptgürtels, der am 2. März 1990 vom belgischen Astronomen Eric Walter Elst am La-Silla-Observatorium (IAU-Code 809) der Europäischen Südsternwarte in Chile entdeckt wurde.
Der Asteroid wurde nach dem französischen Schriftsteller Jean de La Fontaine (1621–1695) benannt, der in Frankreich als einer der größten Klassiker gilt.